# 김성국 (사격 선수)
김성국(1985년 10월 5일~)은 조선민주주의인민공화국의 사격 선수이다. 2016 리우 올림픽 남자 50m 권총에서 동메달을 획득했다. 남자 10m 공기 권총 종목에도 참가하였고, 17위를 기록했다.

## 같이 보기
- 진종오
- 호앙쑤언빈